# Verwaltungsgemeinschaft Bergbahnregion/Schwarzatal
De Verwaltungsgemeinschaft Bergbahnregion/Schwartzatal in het Thüringische landkreis Saalfeld-Rudolstadt was een gemeentelijk samenwerkingsverband waarbij vijf gemeenten waren aangesloten. Het bestuurscentrum bevond zich in de stad Oberweißbach/Thür. Wald. Op 1 januari 2019 fuseerde het samenwerkingsverband met de Verwaltungsgemeinschaft Mittleres Schwarzatal tot de huidige Verwaltungsgemeinschaft Schwarzatal.

## Deelnemende gemeenten
De volgende gemeenten maakten deel uit van de Verwaltungsgemeinschaft:
1. Cursdorf
2. Deesbach
3. Katzhütte
4. Meuselbach-Schwarzmühle
5. Oberweißbach/Thür. Wald, stad *